# ジェイアールシステム・エンジニアリング
株式会社ジェイアールシステム・エンジニアリング（英: JR System Engineering Co., Ltd.）は、システムの開発・保守などを行う、情報通信サービス会社（システムインテグレータ）である。本社は東京都渋谷区。

## 概要
鉄道情報システム（JRシステム）の完全子会社である。

## 事業概要
鉄道情報システム（JRシステム）の子会社として、旅客販売総合システム（マルス） などを扱っている。その中でも特に運用や開発の下流工程なども扱っている。

## 歴史
- 1989年6月10日 - 会社設立。資本金500万円。東京都千代田区丸の内（当時のJR東日本・JRシステムの本社）。
- 1990年8月 - 資本金を現在の2,000万円に増資。

## 本社・事業所等

### 本社
- 東京都渋谷区代々木2丁目2番2号 JR東日本本社ビル7階

### 国立センター
- 東京都国分寺市光町1丁目47番4号
  - 鉄道情報システムの国立事業所（中央システムセンター）と同一箇所

### 支社・営業所
関西支社
- 大阪市北区中津一丁目11番1号 中津センタービル8階

北海道営業所
- 札幌市中央区北11条西15丁目1番1号

仙台営業所
- 仙台市青葉区五橋一丁目1番1号

新潟営業所
- 新潟市中央区花園一丁目1番2号

東京営業所
- 千代田区外神田一丁目17番4号

名古屋営業所
- 名古屋市中村区名駅一丁目3番4号 JR東海太閤ビル3階

四国営業所
- 高松市浜ノ町8番33号 JR四国本社ビル2F

九州営業所
- 福岡市博多区博多駅前一丁目18番7号 博多電気ビル5階

## 関連企業
- 株式会社日本トラフィックコンピューターセンター
- 株式会社トランスネット
- 株式会社ニューメディア総研